# Saison 4 de Suits
Chronologie
Saison 3 Saison 5
Cet article présente les épisodes de la quatrième saison de la série télévisée américaine Suits.

## Synopsis de la saison
Mike Ross a quitté Pearson Specter pour devenir banquier d'investissements. Il se retrouve opposé à son ancien mentor, Harvey Specter, sur le rachat d'une entreprise visée par Logan Sanders, un homme d'affaires aux méthodes agressives et qui a eu une histoire avec Rachel. Jessica engage un nouvel associé, Jeff Malone, un geste que Louis essaie d'accepter, se sentant encore floué.

## Distribution

### Acteurs principaux
- Gabriel Macht (VF : Lionel Tua) : Harvey Specter
- Patrick J. Adams (VF : Antoine Schoumsky) : Mike Ross
- Rick Hoffman (VF : Vincent Violette) : Louis Litt
- Meghan Markle (VF : Fily Keita) : Rachel Zane
- Sarah Rafferty (VF : Marie Diot) : Donna Paulsen
- Gina Torres (VF : Annie Milon) : Jessica Pearson

### Acteurs récurrents
- D. B. Woodside (VF : Jean-Louis Faure) : Jeff Malone[1]
- Brendan Hines (VF : Jean-Pierre Michaël) : Logan Sanders[1]
- Michael Gross (VF : Michel Voletti) : Walter Gillis[2]
- Melanie Papalia (VF : Audrey Sablé) : Amy[3]
- Neal McDonough (VF : Philippe Vincent) : Sean Cahill[4]
- Eric Roberts (VF : Eric Peter) : Charles Forstman[5]
- Brandon Firla : Jonathan Sidwell

### Acteurs invités
- Stephen Macht (VF : Jean-Bernard Guillard) : Professeur Gerard[6](épisodes 12 et 14)
- Troian Bellisario (VF : Zina Khakhoulia) : Claire[7](épisode 13)
- Tom Lipinski (VF : Mathias Kozlowski) : Trevor Evans (épisode 13)
- Rebecca Schull (VF : Régine Blaess) : Edith Ross, la grand-mère de Mike (épisode 13)
- David Costabile (VF : Michel Dodane) : Daniel Hardman (épisode 13)
- Michael John Harney (VF : Jean-François Aupied) : Joe Henderson, l’ouvrier lanceur d’alerte (épisode 14)
- Tricia Helfer (VF : Stéphanie Lafforgue) : Evan Smith[8](épisodes 14 et 15)
- Chi McBride (VF : Lionel Henry) : Terrence Wolf (épisode 16)

## Épisodes

### Épisode 1:Un, deux, trois,go!
- États-Unis : 11 juin 2014 sur USA Network[9]
- France : 21 avril 2015 sur Série Club[10]
- Québec : automne 2015 sur AddikTV

### Épisode 2:Sacrifier un pion pour la reine
- États-Unis : 18 juin 2014 sur USA Network
- France : 21 avril 2015 sur Série Club

### Épisode 3:Perdant contre perdant
- États-Unis : 25 juin 2014 sur USA Network
- France : 21 avril 2015 sur Série Club

### Épisode 4:L'Élève rencontre le maître
- États-Unis : 9 juillet 2014 sur USA Network
- France : 28 avril 2015 sur Série Club

### Épisode 5:Légal et discutable
- États-Unis : 16 juillet 2014 sur USA Network
- France : 28 avril 2015 sur Série Club

### Épisode 6:Le Bon soldat
- États-Unis : 23 juillet 2014 sur USA Network
- France : 5 mai 2015 sur Série Club

### Épisode 7:C'est fini
- États-Unis : 30 juillet 2014 sur USA Network
- France : 5 mai 2015 sur Série Club

### Épisode 8:Plus dure sera la chute
- États-Unis : 6 août 2014 sur USA Network
- France : 12 mai 2015 sur Série Club

### Épisode 9:Adieu Louis
- États-Unis : 13 août 2014 sur USA Network
- France : 12 mai 2015 sur Série Club

### Épisode 10:Échec à la reine
- États-Unis : 20 août 2014 sur USA Network
- France : 19 mai 2015 sur Série Club

### Épisode 11:Pearson, Specter, Litt
- États-Unis : 28 janvier 2015 sur USA Network[21]
- France : 19 mai 2015 sur Série Club

- Première de la saison hivernale.
- Première réalisation de Gabriel Macht.

### Épisode 12:Qui respecte qui?
- États-Unis : 4 février 2015 sur USA Network
- France : 26 mai 2015 sur Série Club

### Épisode 13:Une virée dans le passé
- États-Unis : 11 février 2015 sur USA Network
- France : 26 mai 2015 sur Série Club

### Épisode 14:Roulette russe
- États-Unis : 18 février 2015 sur USA Network
- France : 2 juin 2015 sur Série Club

### Épisode 15:Retour de flamme
- États-Unis : 25 février 2015 sur USA Network
- France : 2 juin 2015 sur Série Club

### Épisode 16:Pas seulement belle
- États-Unis : 4 mars 2015 sur USA Network
- France : 9 juin 2015 sur Série Club